# Winds of Plague
Winds of Plague (в переводе с английского «Ветра чумы») — американская группа, играющая в жанре дэткор, образованная в 2002 году. Одна из немногих дэткор групп, использующих элементы симфоник метала в своих песнях.

## История
Winds of Plague была основана в 2002 году в городе Апленд, штат Калифорния. Изначально группа называлась «Bleak December», однако в апреле 2005 года название было изменено на «Winds of Plague», которое было позаимствовано из песни «Endless» группы Unearth. Меньше чем через два месяца, 27 июня 2005 года, группа записывает свой дебютный альбом A Cold Day in Hell. Он включает ставшую в дальнейшем хитом песню «Brotherhood», которая исполняется на каждом концерте группы. Спустя три года они записывают свой второй альбом Decimate the Weak, выпущенный лейблом Century Media Records. Он включал в себя синглы «Decimate the Weak», «Angels of Debauchery» и клип, снятый на песню «The Impaler». В нём также имелись 4 перезаписанных сингла из первого альбома.
Свой третий альбом «The Great Stone War» Winds of Plague вновь записывают на студии Century Media Records, и 11 августа 2009 года он выходит в свет. Он включал в себя такие песни, как «Approach the Podium» и «Chest and Horns». 14 октября 2009 года играющая на клавишных инструментах Кристен Рэндалл заявила, что покидает коллектив. Группе пришлось искать клавишника для своего турне по Австралии и Новой Зеландии. Ей стала Лайза Маркс, однако она не смогла надолго задержаться в группе. Впоследствии её место заняла Алана Потоцник, которая играет в Winds of Plague по сей день.
Песня из четвёртого альбома группы, «Against the World», названная «Refined in the Fire» была выпущена как сингл для iTunes 11 марта 2011, тогда как сам альбом вышел только 19 апреля. Группа также записала саундтрек к игре «Homefront», который являлся кавером на песню группы Buffalo Springfield «For What It’s Worth». 20 мая состоялся релиз клипа на песню «Drop the Match». Кроме того, 28 июня выходит видео на сингл «Califronia», а 5 июля неизданный кавер на группу Cranberries «Zombie», который также был загружен на iTunes.
Летом 2012 года из-за творческих разногласий из группы уходит барабанщик Арт Круз.

## Концертные туры
Группа часто отправляется в турне с такими группами, как Despised Icon, Parkway Drive, Danzig, Dimmu Borgir, Veil of Maya, With Dead Hands Rising и As Blood Runs Black, Impending Doom. Совсем недавно Winds of Plague выступили на New England Metal and Hardcore Festival, ездили в турне по США, который был завершен в 2010 году совместным выступлением с 50 Lions, Despised Icon, The Warriors, Terror и Parkway Drive . На The Atticus Metal Tour они принимали участие вместе с Emmure, All Shall Perish, Abacabb, Terror и The Ghost Inside, а летом 2009 года они играли на фестивале Summer Slaughter совместно с Necrophagist, Suffocation, Darkest Hour и другими. В Decimation of the Nation tour им довелось выступить на одной сцене с Hatebreed, Chimaira, Dying Fetus и Toxic Holocaust. 20 января 2010 года появилась информация, что Winds of Plague примут участие в Rockstar Mayhem Festival 2010 в июле и августе. В течение апреля 2010 они отправились в турне вместе с Despised Icon, The Warriors, Parkway Drive и 50 Lions в рамках Parkway Drive's UK и Europe Tour. В феврале состоялся тур по США, совместно с After the Burial и As I Lay Dying, на котором группа исполнила несколько песен из ещё не изданного альбома. Также Winds of Plague принимали участие на международном фестивале Warped Tour 2011 вместе с The Acacia Strain, Set Your Goals, We Came As Romans и другими.

## Состав группы
| Нынешний состав - Джонни Плэг — вокал (2002–настоящее время) - Арт Круз — барабаны (2008–2012, 2015-настоящее время) - Майкл Монтоя — соло-гитара (2015–настоящее время) - Джастин Бок — ритм-гитара (2017–настоящее время), бас-гитара (2015–2017) - Эдриен Кован — клавишные (2017–настоящее время) | Бывшие участники - Кори Файн — барабаны (2002–2005) - Джош Блэкберн — соло, ритм и бас-гитара (2002) - Раффи — барабаны (2002–2003) - Брэндон Питчер — клавишные (2002–2003) - Пол Сэлем — бас-гитара (2003) - Кевин Грант — бас-гитара (2004–2005) - Крис Кук — клавишные (2004–2006) - Джефф Тенни — барабаны (2004–2008) - Мэтт Фейнмен — клавишные (2007–2008) - Кристен Рэндалл — клавишные, вокал (2008–2009) - Брэндон Галиндо — барабаны (2012–2015) - Ник Иш — соло-гитара (2002–2015) - Ник Пиунно — ритм-гитара (2002–2015) - Эндрю Гловер — бас-гитара (2006–2015) - Алана Потоцник — клавишные (2009–2017) - Дэйви Оберлин — ритм-гитара (2015–2017) | Сессионные участники - Лиза Маркс — клавишные (2009) - Майк Милфорд — вокал (2014) - Райли Тайлер — гитара (2013–2014) |

## Дискография
| Название альбома    | Дата выпуска     | Лейбл            |
| ------------------- | ---------------- | ---------------- |
| A Cold Day in Hell  | 27 Июня, 2005    | Recorse          |
| Decimate the Weak   | 5 Февраля, 2008  | Century Media    |
| The Great Stone War | 11 Августа, 2009 | Century Media    |
| Against the World   | 19 Апреля, 2011  | Century Media    |
| Resistance          | 29 Октября, 2013 | Century Media    |
| Blood of my enemy   | 27 Октября, 2017 | Good Fight Music |